# 사문진교

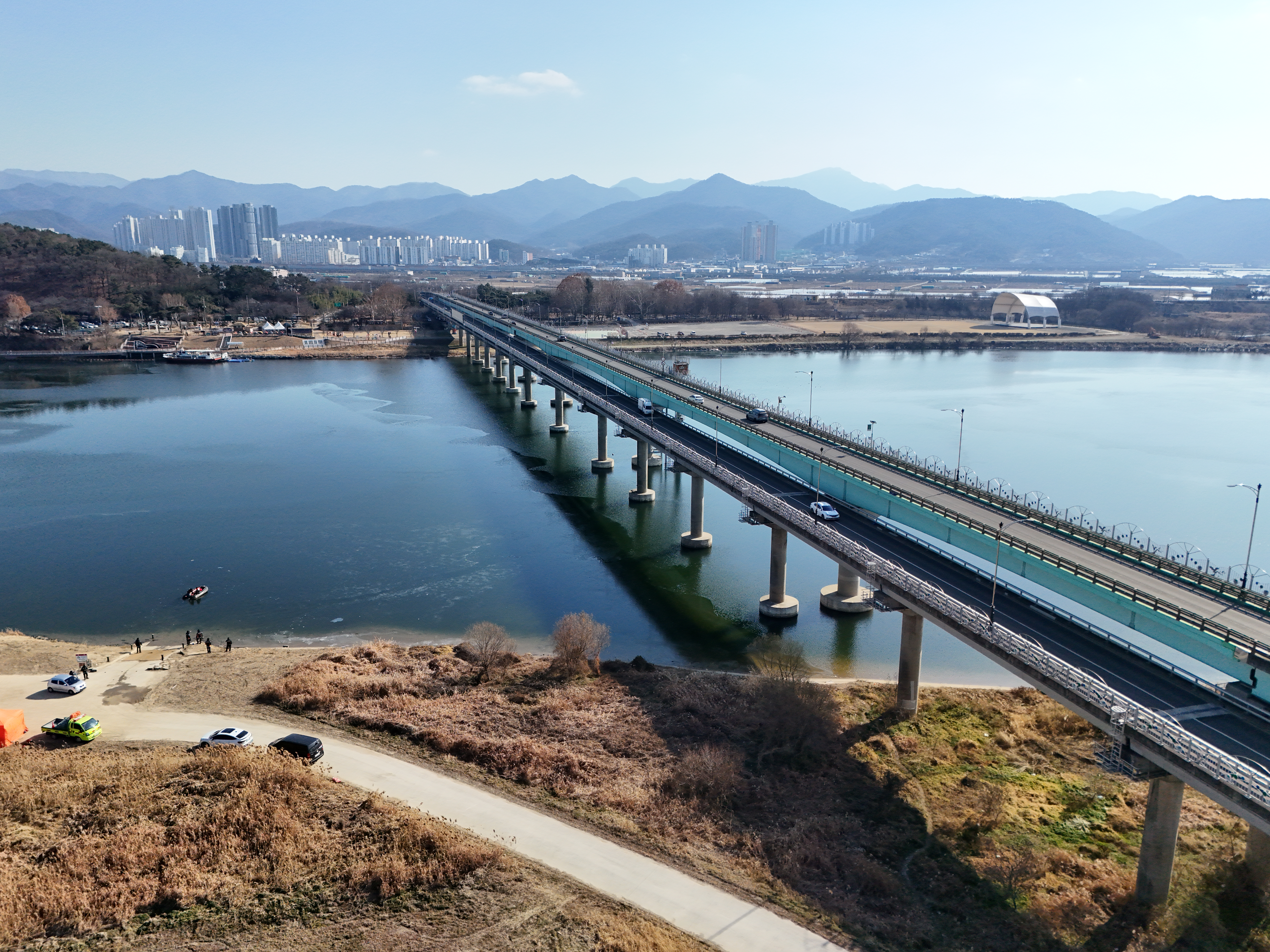
사문진교

사문진교(沙門津橋, 영어: Samunjingyo Bridge)는 경상북도 고령군 다산면과 대구광역시 달성군 화원읍을 잇는 다리이다.

## 개요
고령군 다산면 호촌리에 있던 사문진 나루터에서 이름을 따왔다. 길이는 780m로 낙동강을 건너는 대규모의 다리 중 하나이다.  1993년 처음 개통되었으며 교통량이 많아 2009년 총사업비 400억 원을 들여 2차로 교량을 하나 더 개통하여 현재는 상·하행 4차선 교량이 되었다.

## 사진

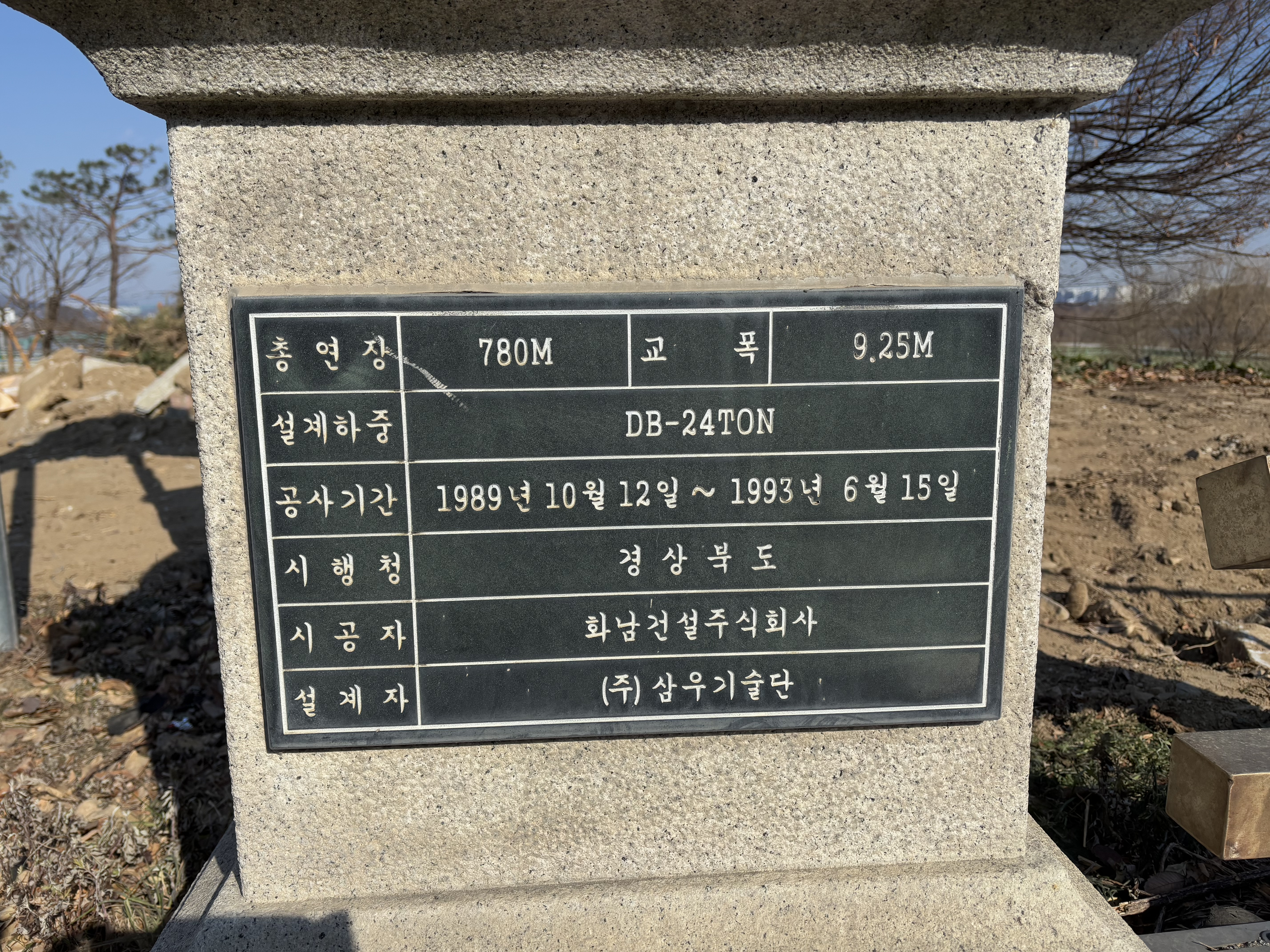
1993년 준공된 구 사문진교

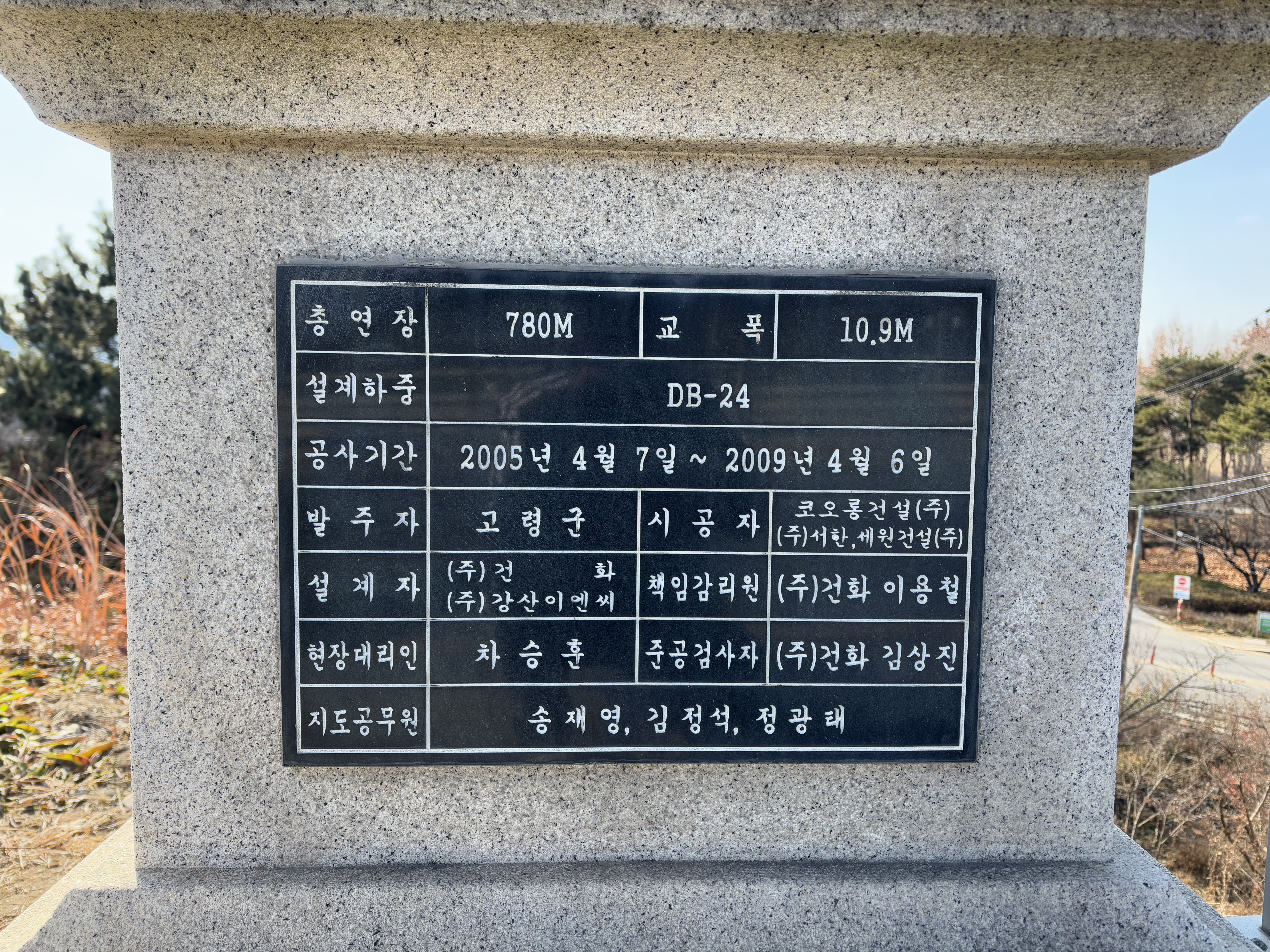
2009년 준공된 신 사문진교